# 奥拉 (马萨-卡拉拉省)
奥拉（義大利語：Aulla），是意大利托斯卡纳大区马萨-卡拉拉省的一个市镇。总面积59.76平方公里，人口11129人，人口密度186.2人/平方公里（2009年）。ISTAT代码为045001。